# Câu lạc bộ bóng đá Chelsea tại châu Âu
Chelsea Football Club là một câu lạc bộ bóng đá chuyên nghiệp Anh có trụ sở tại Fulham, Luân Đôn. Câu lạc bộ bắt đầu tham dự các giải đấu của châu Âu từ những năm 1950. Khi là nhà vô địch nước Anh, câu lạc bộ được mời tham dự giải European Champions' Cup mùa đầu tiên năm 1955, nhưng sau đó rút lui theo yêu cầu của Football League. Ba năm sau, Chelsea lần đầu ra mắt tại châu Âu bằng cuộc đối đầu với Stævnet tại Inter-Cities Fairs Cup, ngày 30 tháng 9 năm 1958.
Chelsea lần đầu giành một danh hiệu châu Âu năm 1971, sau khi đánh bại Real Madrid để vô địch European Cup Winners' Cup. Năm 1998, họ vô địch giải đấu một lần nữa, cùng với đó là UEFA Super Cup vào năm sau đó. Năm 2012 Chelsea vô địch UEFA Champions League, câu lạc bộ thứ năm của Anh, và là câu lạc bộ đầu tiên của Luân Đôn giành được. Năm 2013 Chelsea vô địch UEFA Europa League trở thành một trong bốn câu lạc bộ vô địch cả ba giải đấu chính của UEFA cấp câu lạc bộ. Chelsea hiện là câu lạc bộ Anh thành công thứ ba tại châu Âu với tất cả năm danh hiệu.
Tiền vệ Frank Lampard đang giữ kỷ lục ra sân tại cúp châu Âu của câu lạc bộ với 117 lần, trong khi đó tiền đạo Didier Drogba là người dẫn đầu danh sách ghi bàn tại châu Âu với 36 bàn. Chiến thắng đậm nhất của Chelsea là 13–0, khi gặp Jeunesse Hautcharage tại Cup Winners' Cup năm 1971. Với tổng tỉ số 21–0 sau hai lượt trận đó cũng chính là kỉ lục của châu Âu.
2020-2021 vô địch c1 sau khi đánh bại man city với tỉ số 1-0 

## Các trận đấu
| Mùa giải  | Giải đấu                         | Vòng                      | Đối thủ                | Tỉ số                                                                     |
| --------- | -------------------------------- | ------------------------- | ---------------------- | ------------------------------------------------------------------------- |
| 1955–56   | Cúp C1 châu Âu                   | Bị từ chối cho tham dự    | Bị từ chối cho tham dự | Bị từ chối cho tham dự                                                    |
| 1958–60   | Inter-Cities Fairs Cup           | Vòng 1                    | Copenhagen XI          | 3–1 (A) 4–1 (H)                                                           |
| 1958–60   | Inter-Cities Fairs Cup           | Tứ kết                    | Beograd XI             | 1–0 (H) 1–4 (A)                                                           |
| 1965–66   | Inter-Cities Fairs Cup           | Vòng 1                    | Roma                   | 4–1 (H) 0–0 (A)                                                           |
| 1965–66   | Inter-Cities Fairs Cup           | Vòng 2                    | Wiener Sport-Club      | 0–1 (A) 2–0 (H)                                                           |
| 1965–66   | Inter-Cities Fairs Cup           | Vòng 3                    | Milan                  | 2–1 (H) 1–2 (A) 1–1 (A)                                                   |
| 1965–66   | Inter-Cities Fairs Cup           | Tứ kết                    | 1860 München           | 2–2 (A) 1–0 Stamford Bridge                                               |
| 1965–66   | Inter-Cities Fairs Cup           | Bán kết                   | Barcelona              | 0–2 (A) 2–0 Stamford Bridge 0–5 (A)                                       |
| 1968–69   | Inter-Cities Fairs Cup           | Vòng 1                    | Greenock Morton        | 5–0 Stamford Bridge 4–3 (A)                                               |
| 1968–69   | Inter-Cities Fairs Cup           | Vòng 2                    | DWS                    | 0–0 Stamford Bridge 0–0 (A)                                               |
| 1970      | Pequeña Copa del Mundo de Clubes | Vòng bảng cuối cùng       | Vitória Futebol Clube  | 2–0 Estadio Olímpico (Caracas), Caracas, Venezuela                        |
| 1970      | Pequeña Copa del Mundo de Clubes | Vòng bảng cuối cùng       | Santos FC              | 1–4 Estadio Olímpico (Caracas), Caracas, Venezuela                        |
| 1970      | Pequeña Copa del Mundo de Clubes | Vòng bảng cuối cùng       | Werder Bremen          | Không thi đấu                                                             |
| 1970–71   | Cúp C2 châu Âu                   | Vòng 1                    | Aris                   | 1–1 (A) 5–1 Stamford Bridge                                               |
| 1970–71   | Cúp C2 châu Âu                   | Vòng 2                    | CSKA Sofia             | 1–0 (A) 1–0 Stamford Bridge                                               |
| 1970–71   | Cúp C2 châu Âu                   | Tứ kết                    | Club Brugge            | 0–2 (A) 4–0 Stamford Bridge                                               |
| 1970–71   | Cúp C2 châu Âu                   | Bán kết                   | Manchester City        | 1–0 Stamford Bridge 1–0 (A)                                               |
| 1970–71   | Cúp C2 châu Âu                   | Chung kết                 | Real Madrid            | 1–1 Sân vận động Karaiskakis, Athens 2–1 Sân vận động Karaiskakis, Athens |
| 1971–72   | Cúp C2 châu Âu                   | Vòng 1                    | Jeunesse Hautcharage   | 8–0 (A) 13–0 Stamford Bridge                                              |
| 1971–72   | Cúp C2 châu Âu                   | Vòng 2                    | Åtvidabergs            | 0–0 (A) 1–1 Stamford Bridge                                               |
| 1985–86   | Cúp UEFA                         | Bị cấm                    | Bị cấm                 | Bị cấm                                                                    |
| 1986–87   | Cúp UEFA                         | Bị cấm                    | Bị cấm                 | Bị cấm                                                                    |
| 1990–91   | Cúp UEFA                         | Bị cấm                    | Bị cấm                 | Bị cấm                                                                    |
| 1994–95   | Cúp C2 châu Âu                   | Vòng 1                    | Viktoria Žižkov        | 4–2 Stamford Bridge 0–0 (A)                                               |
| 1994–95   | Cúp C2 châu Âu                   | Vòng 2                    | Austria Wien           | 0–0 Stamford Bridge 1–1 (A)                                               |
| 1994–95   | Cúp C2 châu Âu                   | Tứ kết                    | Club Brugge            | 0–1 (A) 2–0 Stamford Bridge                                               |
| 1994–95   | Cúp C2 châu Âu                   | Bán kết                   | Real Zaragoza          | 0–3 (A) 3–1 Stamford Bridge                                               |
| 1997–98   | Cúp C2 châu Âu                   | Vòng 1                    | Slovan Bratislava      | 2–0 Stamford Bridge 2–0 (A)                                               |
| 1997–98   | Cúp C2 châu Âu                   | Vòng 2                    | Tromsø                 | 2–3 (A) 7–1 Stamford Bridge                                               |
| 1997–98   | Cúp C2 châu Âu                   | Tứ kết                    | Real Betis             | 2–1 (A) 3–1 Stamford Bridge                                               |
| 1997–98   | Cúp C2 châu Âu                   | Bán kết                   | Vicenza Calcio         | 0–1 (A) 3–1 Stamford Bridge                                               |
| 1997–98   | Cúp C2 châu Âu                   | Chung kết                 | VfB Stuttgart          | 1–0 Sân vận động Råsunda, Stockholm                                       |
| 1998      | Siêu cúp bóng đá châu Âu         |                           | Real Madrid            | 1–0 Stade Louis II, Monaco                                                |
| 1998–99   | Cúp C2 châu Âu                   | Vòng 1                    | Helsingborg            | 1–0 Stamford Bridge 0–0 (A)                                               |
| 1998–99   | Cúp C2 châu Âu                   | Vòng 2                    | Copenhagen             | 1–1 (A) 1–0 Stamford Bridge                                               |
| 1998–99   | Cúp C2 châu Âu                   | Tứ kết                    | Vålerengens            | 3–0 Stamford Bridge 3–2 (A)                                               |
| 1998–99   | Cúp C2 châu Âu                   | Bán kết                   | Real Mallorca          | 1–1 Stamford Bridge 0–1 (A)                                               |
| 1999–2000 | Champions League                 | Vòng loại thứ 3           | Skonto                 | 3–0 Stamford Bridge 0–0 (A)                                               |
| 1999–2000 | Champions League                 | Vòng bảng thứ nhất Bảng H | Milan                  | 0–0 Stamford Bridge 1–1 (A)                                               |
| 1999–2000 | Champions League                 | Vòng bảng thứ nhất Bảng H | Hertha Berlin          | 1–2 (A) 2–0 Stamford Bridge                                               |
| 1999–2000 | Champions League                 | Vòng bảng thứ nhất Bảng H | Galatasaray            | 1–0 Stamford Bridge 5–0 (A)                                               |
| 1999–2000 | Champions League                 | Vòng bảng thứ hai Bảng D  | Feyenoord              | 3–1 Stamford Bridge 3–1 (A)                                               |
| 1999–2000 | Champions League                 | Vòng bảng thứ hai Bảng D  | Lazio                  | 0–0 (A) 1–2 Stamford Bridge                                               |
| 1999–2000 | Champions League                 | Vòng bảng thứ hai Bảng D  | Marseille              | 0–1 (A) 1–0 Stamford Bridge                                               |
| 1999–2000 | Champions League                 | Tứ kết                    | Barcelona              | 3–1 Stamford Bridge 1–5 (A)                                               |
| 2000–01   | Cúp UEFA                         | Vòng 1                    | St. Gallen             | 1–0 Stamford Bridge 0–2 (A)                                               |
| 2001–02   | Cúp UEFA                         | Vòng 1                    | Levski Sofia           | 3–0 Stamford Bridge 2–0 (A)                                               |
| 2001–02   | Cúp UEFA                         | Vòng 2                    | Hapoel Tel Aviv        | 0–2 (A) 1–1 Stamford Bridge                                               |
| 2002–03   | Cúp UEFA                         | Vòng 1                    | Viking                 | 2–1 Stamford Bridge 2–4 (A)                                               |
| 2003–04   | Champions League                 | Vòng loại thứ 3           | Žilina                 | 2–0 (A) 3–0 Stamford Bridge                                               |
| 2003–04   | Champions League                 | Bảng G                    | Sparta Prague          | 1–0 (A) 0–0 Stamford Bridge                                               |
| 2003–04   | Champions League                 | Bảng G                    | Beşiktaş               | 0–2 Stamford Bridge 2–0 (A)                                               |
| 2003–04   | Champions League                 | Bảng G                    | Lazio                  | 2–1 Stamford Bridge 4–0 (A)                                               |
| 2003–04   | Champions League                 | Vòng 16 đội               | VfB Stuttgart          | 1–0 (A) 0–0 Stamford Bridge                                               |
| 2003–04   | Champions League                 | Tứ kết                    | Arsenal                | 1–1 Stamford Bridge 2–1 (A)                                               |
| 2003–04   | Champions League                 | Bán kết                   | Monaco                 | 1–3 (A) 2–2 Stamford Bridge                                               |
| 2004–05   | Champions League                 | Bảng H                    | Paris Saint-Germain    | 3–0 (A) 0–0 Stamford Bridge                                               |
| 2004–05   | Champions League                 | Bảng H                    | Porto                  | 3–1 Stamford Bridge 1–2 (A)                                               |
| 2004–05   | Champions League                 | Bảng H                    | CSKA Moskva            | 2–0 Stamford Bridge 1–0 (A)                                               |
| 2004–05   | Champions League                 | Vòng 16 đội               | Barcelona              | 1–2 (A) 4–2 Stamford Bridge                                               |
| 2004–05   | Champions League                 | Tứ kết                    | Bayern Munich          | 4–2 Stamford Bridge 2–3 (A)                                               |
| 2004–05   | Champions League                 | Bán kết                   | Liverpool              | 0–0 Stamford Bridge 0–1 (A)                                               |
| 2005–06   | Champions League                 | Bảng G                    | Anderlecht             | 1–0 Stamford Bridge 2–0 (A)                                               |
| 2005–06   | Champions League                 | Bảng G                    | Liverpool              | 0–0 (A) 0–0 Stamford Bridge                                               |
| 2005–06   | Champions League                 | Bảng G                    | Real Betis             | 4–0 Stamford Bridge 0–1 (A)                                               |
| 2005–06   | Champions League                 | Vòng 16 đội               | Barcelona              | 1–2 Stamford Bridge 1–1 (A)                                               |
| 2006–07   | Champions League                 | Bảng A                    | Werder Bremen          | 2–0 Stamford Bridge 0–1 (A)                                               |
| 2006–07   | Champions League                 | Bảng A                    | Levski Sofia           | 3–1 (A) 2–0 Stamford Bridge                                               |
| 2006–07   | Champions League                 | Bảng A                    | Barcelona              | 1–0 Stamford Bridge 2–2 (A)                                               |
| 2006–07   | Champions League                 | Vòng 16 đội               | Porto                  | 1–1 (A) 2–1 Stamford Bridge                                               |
| 2006–07   | Champions League                 | Tứ kết                    | Valencia               | 1–1 Stamford Bridge 2–1 (A)                                               |
| 2006–07   | Champions League                 | Bán kết                   | Liverpool              | 1–0 Stamford Bridge 0–1 (A)                                               |
| 2007–08   | Champions League                 | Bảng B                    | Rosenborg              | 1–1 Stamford Bridge 4–0 (A)                                               |
| 2007–08   | Champions League                 | Bảng B                    | Valencia               | 2–1 (A) 0–0 Stamford Bridge                                               |
| 2007–08   | Champions League                 | Bảng B                    | Schalke                | 2–0 (H) 0–0 Stamford Bridge                                               |
| 2007–08   | Champions League                 | Vòng 16 đội               | Olympiacos             | 0–0 Stamford Bridge 3–0 (A)                                               |
| 2007–08   | Champions League                 | Tứ kết                    | Fenerbahçe             | 1–2 (A) 2–0 Stamford Bridge                                               |
| 2007–08   | Champions League                 | Bán kết                   | Liverpool              | 1–1 (A) 3–2 Stamford Bridge                                               |
| 2007–08   | Champions League                 | Chung kết                 | Manchester United      | 1–1 Sân vận động Luzhniki, Moskva                                         |
| 2008–09   | Champions League                 | Bảng A                    | Bordeaux               | 4–0 Stamford Bridge 1–1 (A)                                               |
| 2008–09   | Champions League                 | Bảng A                    | Cluj                   | 0–0 (A) 2–1 Stamford Bridge                                               |
| 2008–09   | Champions League                 | Bảng A                    | Roma                   | 1–0 Stamford Bridge 1–3 (A)                                               |
| 2008–09   | Champions League                 | Vòng 16 đội               | Juventus               | 1–0 Stamford Bridge 2–2 (A)                                               |
| 2008–09   | Champions League                 | Tứ kết                    | Liverpool              | 3–1 (A) 4–4 Stamford Bridge                                               |
| 2008–09   | Champions League                 | Bán kết                   | Barcelona              | 0–0 (A) 1–1 Stamford Bridge                                               |
| 2009–10   | Champions League                 | Bảng D                    | Porto                  | 1–0 Stamford Bridge 1–0 (A)                                               |
| 2009–10   | Champions League                 | Bảng D                    | APOEL                  | 1–0 (A) 2–2 Stamford Bridge                                               |
| 2009–10   | Champions League                 | Bảng D                    | Atlético Madrid        | 4–0 Stamford Bridge 2–2 (A)                                               |
| 2009–10   | Champions League                 | Vòng 16 đội               | Inter Milan            | 1–2 (A) 0–1 Stamford Bridge                                               |
| 2010–11   | Champions League                 | Bảng F                    | Žilina                 | 4–1 (A) 2–1 Stamford Bridge                                               |
| 2010–11   | Champions League                 | Bảng F                    | Marseille              | 2–0 Stamford Bridge 0–1 (A)                                               |
| 2010–11   | Champions League                 | Bảng F                    | Spartak Moskva         | 2–0 (A) 4–1 Stamford Bridge                                               |
| 2010–11   | Champions League                 | Vòng 16 đội               | Copenhagen             | 2–0 (A) 0–0 Stamford Bridge                                               |
| 2010–11   | Champions League                 | Tứ kết                    | Manchester United      | 0–1 Stamford Bridge 1–2 (A)                                               |
| 2011–12   | Champions League                 | Bảng E                    | Leverkusen             | 2–0 Stamford Bridge 1–2 (A)                                               |
| 2011–12   | Champions League                 | Bảng E                    | Valencia               | 1–1 (A) 3–0 Stamford Bridge                                               |
| 2011–12   | Champions League                 | Bảng E                    | Genk                   | 5–0 Stamford Bridge (A) 1–1 (A)                                           |
| 2011–12   | Champions League                 | Vòng 16 đội               | Napoli                 | 1–3 (A) 4–1 Stamford Bridge                                               |
| 2011–12   | Champions League                 | Tứ kết                    | Benfica                | 1–0 (A) 2–1 Stamford Bridge                                               |
| 2011–12   | Champions League                 | Bán kết                   | Barcelona              | 1–0 Stamford Bridge 2–2 (A)                                               |
| 2011–12   | Champions League                 | Chung kết                 | Bayern Munich          | 1–1 Allianz Arena, Munich                                                 |
| 2012      | Siêu cúp châu Âu                 |                           | Atlético Madrid        | 1–4 Stade Louis II, Monaco                                                |
| 2012      | FIFA Club World Cup              | Bán kết                   | Monterrey              | 3–1 Sân vận động Toyota, Toyota                                           |
| 2012      | FIFA Club World Cup              | Chung kết                 | Corinthians            | 0–1 Sân vận động Toyota, Toyota                                           |
| 2012–13   | Champions League                 | Bảng E                    | Juventus               | 2–2 Stamford Bridge 0–3 (A)                                               |
| 2012–13   | Champions League                 | Bảng E                    | Nordsjælland           | 4–0 (A) 6–1 Stamford Bridge                                               |
| 2012–13   | Champions League                 | Bảng E                    | Shakhtar Donetsk       | 1–2 (A) 3–2 Stamford Bridge                                               |
| 2012–13   | Europa League                    | Vòng 32                   | Sparta Prague          | 1–0 (A) 1–1 Stamford Bridge                                               |
| 2012–13   | Europa League                    | Vòng 16 đội               | Steaua București       | 0–1 (A) 3–1 Stamford Bridge                                               |
| 2012–13   | Europa League                    | Tứ kết                    | Rubin Kazan            | 3–1 Stamford Bridge 2–3 (A)                                               |
| 2012–13   | Europa League                    | Bán kết                   | Basel                  | 2–1 (A) 3–1 Stamford Bridge                                               |
| 2012–13   | Europa League                    | Chung kết                 | Benfica                | 2–1 Amsterdam Arena, Amsterdam                                            |
| 2013      | Super Cup                        |                           | Bayern Munich          | 2–2 Eden Arena, Prague                                                    |
| 2013–14   | Champions League                 | Bảng E                    | Schalke 04             | 3–0 (A) 3–0 Stamford Bridge                                               |
| 2013–14   | Champions League                 | Bảng E                    | Basel                  | 1–2 Stamford Bridge 0–1 (A)                                               |
| 2013–14   | Champions League                 | Bảng E                    | Steaua București       | 4–0 (A) 1–0 Stamford Bridge                                               |
| 2013–14   | Champions League                 | Vòng 16 đội               | Galatasaray            | 1–1 (A) 2–0 Stamford Bridge                                               |
| 2013–14   | Champions League                 | Tứ kết                    | Paris Saint-Germain    | 1–3 (A) 2–0 Stamford Bridge                                               |
| 2013–14   | Champions League                 | Bán kết                   | Atlético Madrid        | 0–0 (A) 1–3 Stamford Bridge                                               |
| 2014–15   | Champions League                 | Bảng G                    | Schalke 04             | 1–1 Stamford Bridge 5–0 (A)                                               |
| 2014–15   | Champions League                 | Bảng G                    | Sporting CP            | 1–0 (A) 3–1 Stamford Bridge                                               |
| 2014–15   | Champions League                 | Bảng G                    | Maribor                | 6–0 Stamford Bridge 1–1 (A)                                               |
| 2014–15   | Champions League                 | Vòng 16 đội               | Paris Saint-Germain    | 1–1 (A) 2–2 Stamford Bridge                                               |
| 2015–16   | Champions League                 | Bảng G                    | Maccabi Tel-Aviv       | 4–0 Stamford Bridge 4–0 (A)                                               |
| 2015–16   | Champions League                 | Bảng G                    | Porto                  | 1–2 (A) 2–0 Stamford Bridge                                               |
| 2015–16   | Champions League                 | Bảng G                    | Dynamo Kiev            | 0–0 (A) 2–1 Stamford Bridge                                               |
| 2015–16   | Champions League                 | Vòng 16 đội               | Paris Saint-Germain    | 1–2 (A) 1–2 Stamford Bridge                                               |

## Các trận chung kết
| Năm  | Giải đấu         | Đối thủ           | Tỉ số                   | Địa điểm                         |
| ---- | ---------------- | ----------------- | ----------------------- | -------------------------------- |
| 1971 | Cup Winners' Cup | Real Madrid       | 1–1 (h.p.) 2–1 (Đá lại) | Sân vận động Karaiskakis, Athens |
| 1998 | Cup Winners' Cup | Stuttgart         | 1–0                     | Sân vận động Råsunda, Stockholm  |
| 2008 | Champions League | Manchester United | 1–1 (h.p.) (5–6 p.)     | Sân vận động Luzhniki, Moskva    |
| 2012 | Champions League | Bayern Munich     | 1–1 (h.p.) (4–3 p.)     | Allianz Arena, Munich            |
| 2013 | Europa League    | Benfica           | 2–1                     | Amsterdam Arena, Amsterdam       |

### Bán kết
| Năm  | Giải đấu               | Đối thủ         | Tỉ số                                                  | Nơi diễn ra chung kết               | Các đội vào bán kết khác       |
| ---- | ---------------------- | --------------- | ------------------------------------------------------ | ----------------------------------- | ------------------------------ |
| 1966 | Inter-Cities Fairs Cup | Barcelona       | 2–2 sau hai lượt trận Thua 5–0 trong trận play-off     | Chung kết hai lượt                  | Real Zaragoza Leeds United     |
| 1971 | Cup Winners' Cup       | Manchester City | 2–0 sau hai lượt trận                                  | Sân vận động Karaiskakis, Athens    | Real Madrid PSV Eindhoven      |
| 1995 | Cup Winners' Cup       | Real Zaragoza   | 3–4 sau hai lượt trận                                  | Sân vận động Công viên các Hoàng tử | Arsenal Sampdoria              |
| 1998 | Cup Winners' Cup       | Vicenza         | 3–2 sau hai lượt trận                                  | Sân vận động Råsunda                | VfB Stuttgart Lokomotiv Moscow |
| 1999 | Cup Winners' Cup       | Real Mallorca   | 1–2 sau hai lượt trận                                  | Villa Park                          | Lazio Lokomotiv Moscow         |
| 2004 | Champions League       | Monaco          | 3–5 sau hai lượt trận                                  | Arena AufSchalke                    | Porto Deportivo La Coruña      |
| 2005 | Champions League       | Liverpool       | 0–1 sau hai lượt trận                                  | Sân vận động Olympic Atatürk        | Milan PSV Eindhoven            |
| 2007 | Champions League       | Liverpool       | 1–1 sau hai lượt trận Thua 4–1 sút luân lưu            | Sân vận động Olympic                | Milan Manchester United        |
| 2008 | Champions League       | Liverpool       | 4–3 sau hai lượt trận                                  | Sân vận động Luzhniki               | Manchester United FC Barcelona |
| 2009 | Champions League       | Barcelona       | 1–1 sau hai lượt trận Thua do luật bàn thắng sân khách | Stadio Olimpico                     | Manchester United Arsenal      |
| 2012 | Champions League       | Barcelona       | 3–2 sau hai lượt trận                                  | Allianz Arena                       | Bayern Munich Real Madrid      |
| 2013 | Europa League          | Basel           | 5–2 sau hai lượt trận                                  | Amsterdam Arena                     | Benfica Fenerbahçe             |
| 2014 | Champions League       | Atlético Madrid | 1–3 sau hai lượt trận                                  | Sân vận động Ánh sáng               | Bayern Munich Real Madrid      |

## Toàn bộ kết quả

### Theo giải đấu
Số liệu tính tới 6 tháng 7 năm 2016.
| Giải đấu                                          | Số mùa | Trận | Thắng | Hòa | Thua | Bàn thắng | Bàn thua | Hiệu số |
| ------------------------------------------------- | ------ | ---- | ----- | --- | ---- | --------- | -------- | ------- |
| European Cup / Champions League                   | 14     | 144  | 73    | 42  | 29   | 242       | 123      | +119    |
| Cup Winners' Cup                                  | 5      | 39   | 23    | 10  | 6    | 81        | 28       | +53     |
| Inter-Cities Fairs Cup / UEFA Cup / Europa League | 7      | 37   | 20    | 7   | 10   | 61        | 44       | +17     |
| UEFA Super Cup                                    | 3      | 3    | 1     | 1   | 1    | 4         | 6        | –2      |
| Tổng                                              | 23     | 223  | 117   | 60  | 46   | 388       | 201      | +187    |

### Theo quốc gia
| Quốc gia      | Tr | T  | H  | B  | BT | BB | HS  | %Thắng |
| ------------- | -- | -- | -- | -- | -- | -- | --- | ------ |
| Áo            | 4  | 1  | 2  | 1  | 3  | 2  | +1  | 025,00 |
| Bỉ            | 6  | 4  | 0  | 2  | 9  | 3  | +6  | 066,67 |
| Bulgaria      | 6  | 6  | 0  | 0  | 12 | 1  | +11 | 100,00 |
| Síp           | 2  | 1  | 1  | 0  | 3  | 2  | +1  | 050,00 |
| Cộng hòa Séc  | 6  | 3  | 3  | 0  | 7  | 3  | +4  | 050,00 |
| Đan Mạch      | 4  | 3  | 1  | 0  | 19 | 4  | +15 | 075,00 |
| Anh           | 15 | 6  | 7  | 2  | 18 | 13 | +5  | 040,00 |
| Pháp          | 16 | 5  | 5  | 6  | 22 | 18 | +4  | 031,25 |
| Đức / Tây Đức | 18 | 10 | 5  | 3  | 32 | 13 | +19 | 055,56 |
| Hy Lạp        | 4  | 2  | 2  | 0  | 9  | 2  | +7  | 050,00 |
| Israel        | 4  | 2  | 1  | 1  | 9  | 3  | +6  | 050,00 |
| Ý             | 21 | 7  | 7  | 7  | 27 | 24 | +3  | 033,33 |
| Latvia        | 2  | 1  | 1  | 0  | 3  | 0  | +3  | 050,00 |
| Luxembourg    | 2  | 2  | 0  | 0  | 21 | 0  | +21 | 100,00 |
| Hà Lan        | 4  | 2  | 2  | 0  | 6  | 2  | +4  | 050,00 |
| Na Uy         | 8  | 5  | 1  | 2  | 24 | 12 | +12 | 062,50 |
| Bồ Đào Nha    | 11 | 8  | 1  | 2  | 18 | 9  | +9  | 072,73 |
| Romania       | 6  | 4  | 1  | 1  | 10 | 3  | +7  | 066,67 |
| Nga           | 4  | 3  | 0  | 1  | 8  | 4  | +4  | 075,00 |
| Scotland      | 2  | 2  | 0  | 0  | 9  | 3  | +6  | 100,00 |
| Slovakia      | 5  | 5  | 0  | 0  | 13 | 1  | +12 | 100,00 |
| Slovenia      | 2  | 1  | 1  | 0  | 7  | 1  | +6  | 050,00 |
| Tây Ban Nha   | 33 | 13 | 10 | 10 | 47 | 46 | +1  | 039,39 |
| Thụy Điển     | 4  | 1  | 3  | 0  | 2  | 1  | +1  | 025,00 |
| Thụy Sĩ       | 6  | 3  | 0  | 3  | 7  | 7  | +0  | 050,00 |
| Thổ Nhĩ Kỳ    | 8  | 5  | 1  | 2  | 14 | 5  | +9  | 062,50 |
| Ukraine       | 4  | 2  | 1  | 1  | 6  | 5  | +1  | 050,00 |
| Nam Tư        | 2  | 1  | 0  | 1  | 2  | 4  | −2  | 050,00 |

## Cầu thủ ghi bàn hàng đầu tại cúp châu Âu
Dưới đây là tất cả các cầu thủ ghi bàn tại các giải đấu lớn cấp câu lạc bộ của UEFA, bao gồm cả vòng loại. Tên, được innghieengng, chỉ cầu thủ đang thi đấu cho đội một.
Số liệu tính tới 27 tháng 7 năm 2015.